# John Edwards (hudebník)
John Victor Edwards, přezdívaný Rhino (* 9. května 1953, Chiswick, Londýn, Anglie) je anglický baskytarista.
Hudbě se věnoval již od dětství; nejprve však hrál na housle. Svou kariéru zahájil v roce 1973 jako člen skupiny The Sunday Band a souběžně s ní také působil ve skupině Rococo. První skupina po sobě nezanechala žádné nahrávky, druhá vydala v roce 1973 jediný singl. Později vystupoval s francouzskou hudební skupinou Space a později doprovázel zpěvačku Judie Tzuke. Později spolupracoval například s Peterem Greenem a skupinami Climax Blues Band a Dexys Midnight Runners.
V polovině osmdesátých let hrál společně s bubeníkem Jeffem Richem na nevydaném albu Recorded Delivery kytaristy Ricka Parfitta ze skupiny Status Quo, která byla v té době neaktivní. Když byla skupina Status Quo v roce 1986 obnovena, Rich i Edwards se stali jejími novými členy. Společně se Status Quo od té doby nahrál řadu alb; v roce 2000 vyšlo jeho první a jediné sólové album Rhino's Revenge, na kterém mimo jiné hrají i členové Status Quo.